# Molfetta Sportiva 1990-1991
Questa voce raccoglie le informazioni riguardanti la Molfetta Sportiva nelle competizioni ufficiali della stagione 1990-1991.

## Divise e sponsor
| Prima divisa |

## Organigramma societario
Area direttiva
- Presidente: dott. Alessandro Fiore, detto Sandro.

Area organizzativa
- Segretario: Nicolò De Robertis.

Area tecnica
- Direttore sportivo: Ennio Cormio
- Allenatore: Rodolfo Conte, poi Claudio Castagnino.

## Rosa
| N. |                   | Ruolo | Calciatore          |
| -- | ----------------- | ----- | ------------------- |
|    | Italia (bandiera) | P     | Saverio Abbrescia   |
|    | Italia (bandiera) | P     | Pantaleo Roca       |
|    | Italia (bandiera) | D     | Espedito Chionna    |
|    | Italia (bandiera) | D     | Antonio Di Giovanni |
|    | Italia (bandiera) | D     | Vincenzo Pepe       |
|    | Italia (bandiera) | D     | Ciro Raimondo       |
|    | Italia (bandiera) | D     | Vincenzo Tagliente  |
|    | Italia (bandiera) | C     | Alessandro Casadei  |
|    | Italia (bandiera) | C     | Davide Castagna     |
|    | Italia (bandiera) | C     | Danilo Caldarola    |
|    | Italia (bandiera) | C     | Antonello Correnti  |

| N. |                   | Ruolo | Calciatore             |
| -- | ----------------- | ----- | ---------------------- |
|    | Italia (bandiera) | C     | Vincenzo De Bellis     |
|    | Italia (bandiera) | C     | Ercole Di Baia         |
|    | Italia (bandiera) | C     | Vito Grieco            |
|    | Italia (bandiera) | C     | Ettore Pantaleo        |
|    | Italia (bandiera) | C     | Massimo Vincenzo Rizzi |
|    | Italia (bandiera) | C     | Massimiliano Santoro   |
|    | Italia (bandiera) | C     | Vito Tuttisanti        |
|    | Italia (bandiera) | A     | Emanuele Del Zotti     |
|    | Italia (bandiera) | A     | Luigi Metta            |
|    | Italia (bandiera) | A     | Carmelo Quaranta       |
|    | Italia (bandiera) | A     | Giorgio Tomba          |